# Serasker

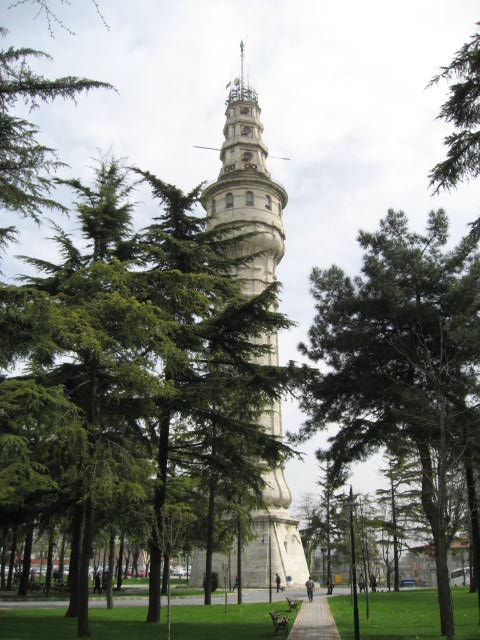
Torre del Seraskier o Torre de Beyazit, en Estambul.

Serasker o Seraskier (del persa Sar-e Askar, سرعسكر, "jefe del ejército") era la denominación que recibía el comandante del ejército otomano desde de que en el siglo XVI el sultán delegara el mando de las tropas en el gran visir. El título era concedido y retirado por el sultán. Su símbolo era un bunchuk con dos o tres colas de caballo.
Esta denominación pasaría, tras la reforma del ejército de Mahmud II el 15 de junio de 1826, a usarse para sustituir los títulos jenízaros de seyfiyye y agha. Durante el periodo reformista del Tanzimat el término se usó en referencia quien detentaba los poderes de ministro de Guerra. En 1879 el poder del serasker fue limitado por Abdul Hamid II. En 1908 el cargo fue substituido por el de ministro de Defensa.